# Tipula hirsuticauda
Tipula hirsuticauda är en tvåvingeart som beskrevs av Pierre 1925. Tipula hirsuticauda ingår i släktet Tipula och familjen storharkrankar. Inga underarter finns listade i Catalogue of Life.